# 青年學院

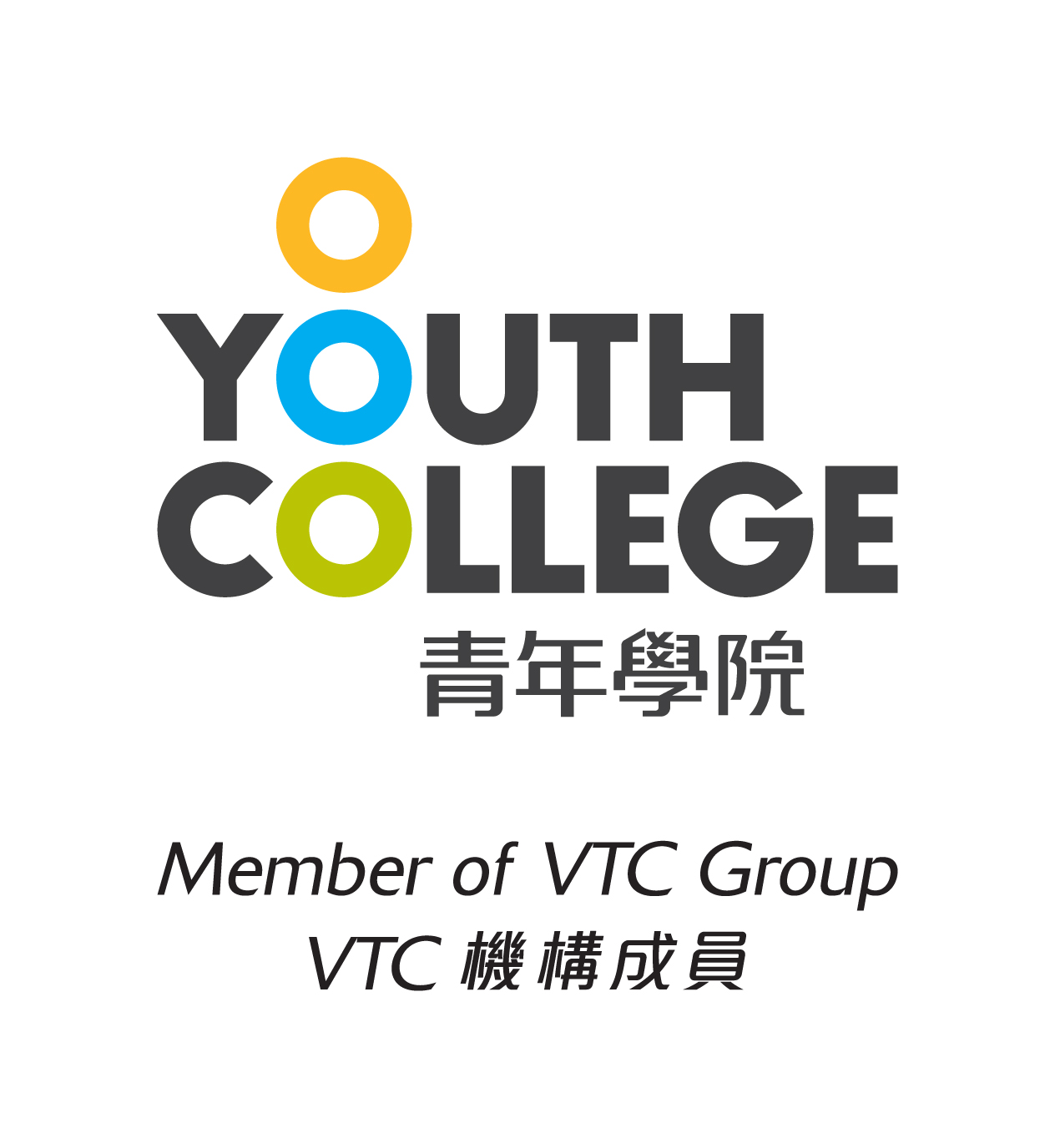
青年學院標誌

青年學院（英語：Youth College，簡稱YC），由香港職業訓練局於2004年成立的教育機構，協助學生掌握知識與技能，為將來升學及就業作好準備。

## 歷史
青年學院於2004年正式成立，目前為中三程度以上的青少年開辦職專文憑課程。 
2003年間，沙士肆虐，社會不景氣，15-18歲青少年的失業率高達36.7%。職業訓練局為向一群中學離校生提供多元的進修選擇，積極籌辦青年學院，開展一系列的專業培訓課程，讓青少年能拾級而上，以取得一定的學術成就，再銜接更高學歷，發展個人潛能，覓得適合自己的職業發展路向。
自2004年於蘇屋邨成立了第一間院校後，職業訓練局在不同地區開設分校，青年學院已有8間院校，為青少年提供靈活互動的學習環境，以及有系統的專業教育及培訓。

## 里程

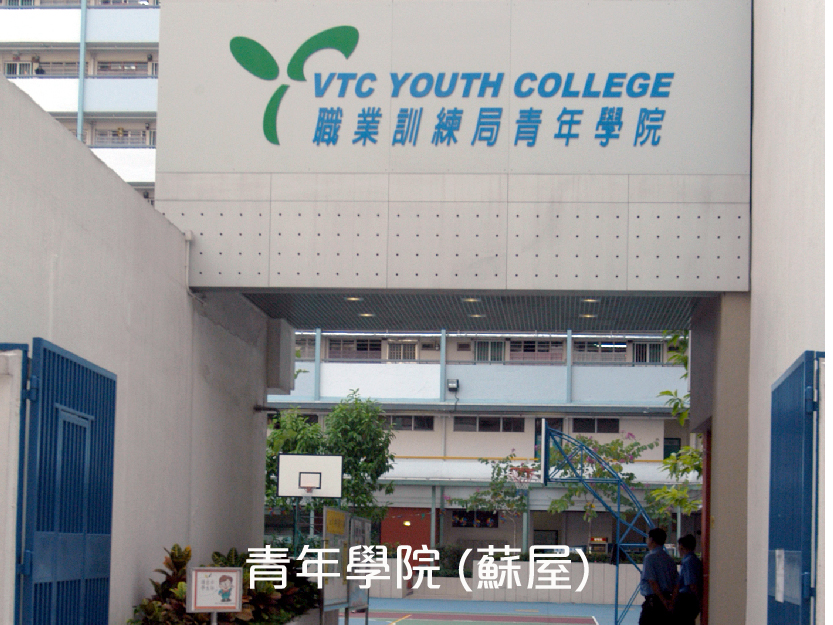
青年學院（蘇屋）
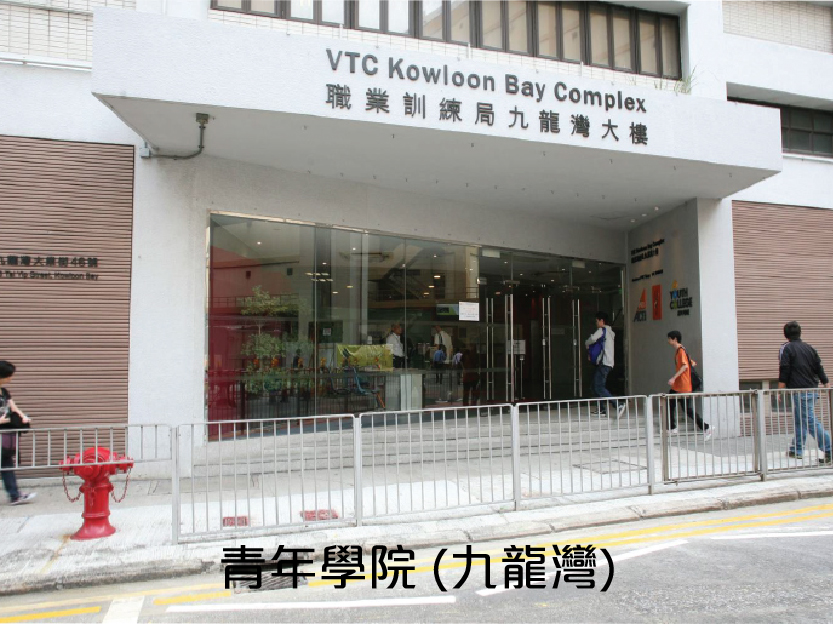
青年學院（九龍灣）
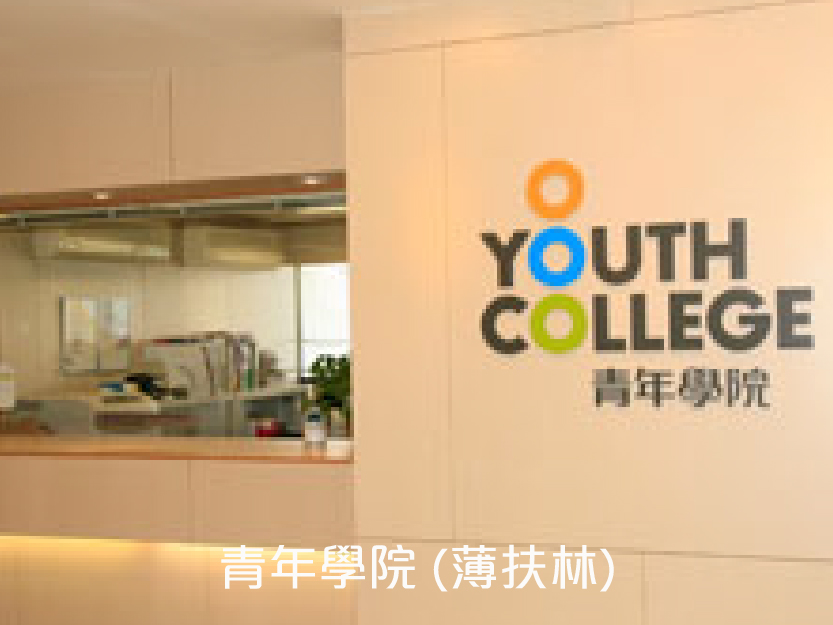
青年學院（薄扶林）
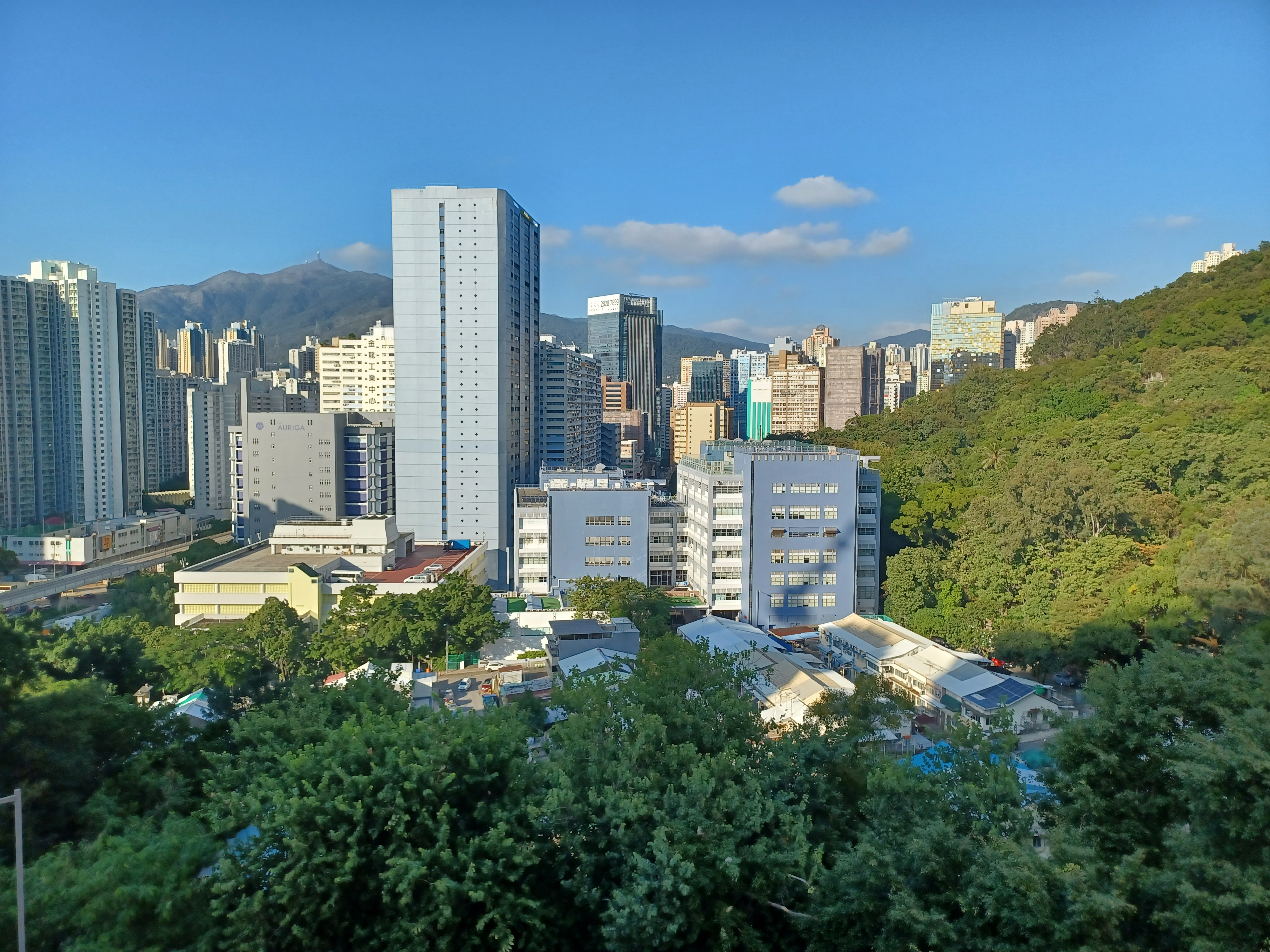
青年學院（葵涌）
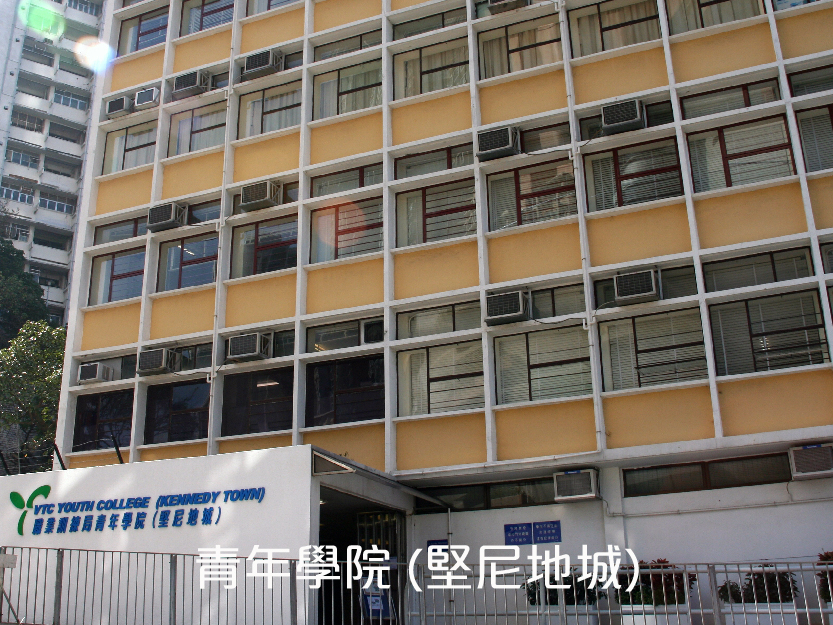
青年學院（堅尼地城）

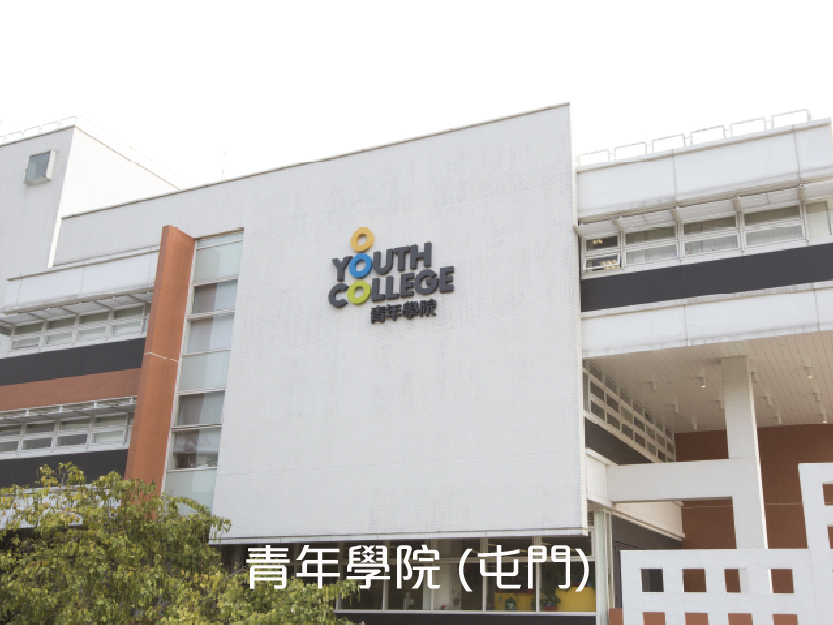
青年學院（屯門）
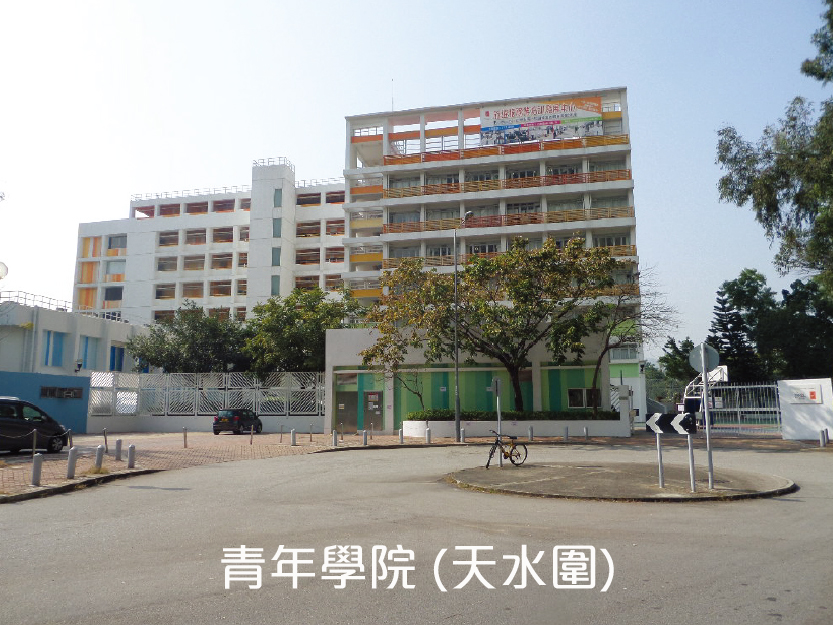
青年學院（天水圍）
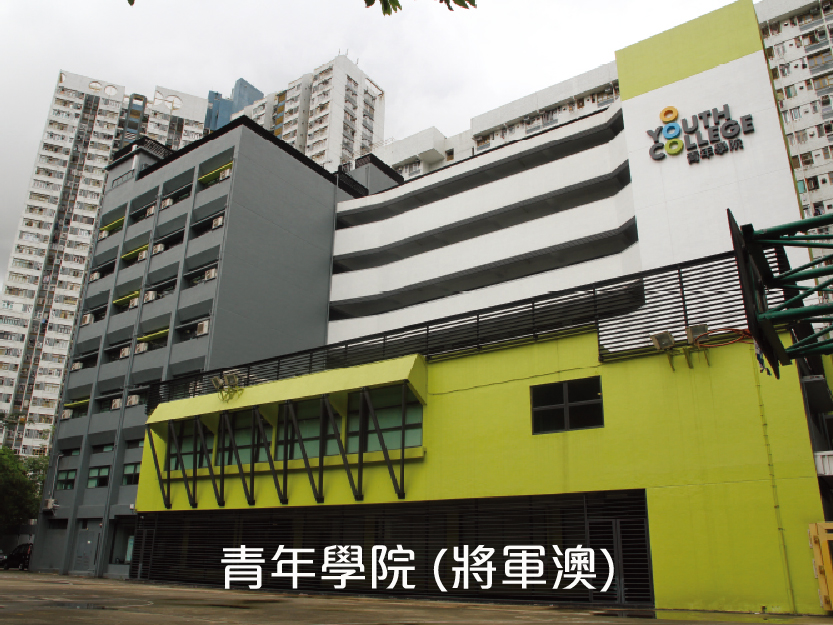
青年學院（將軍澳）
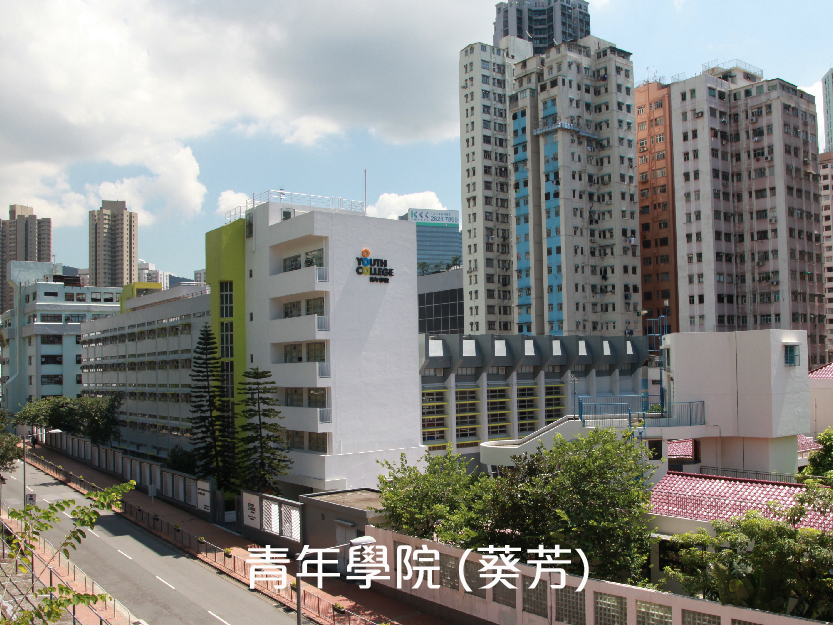
青年學院（葵芳）
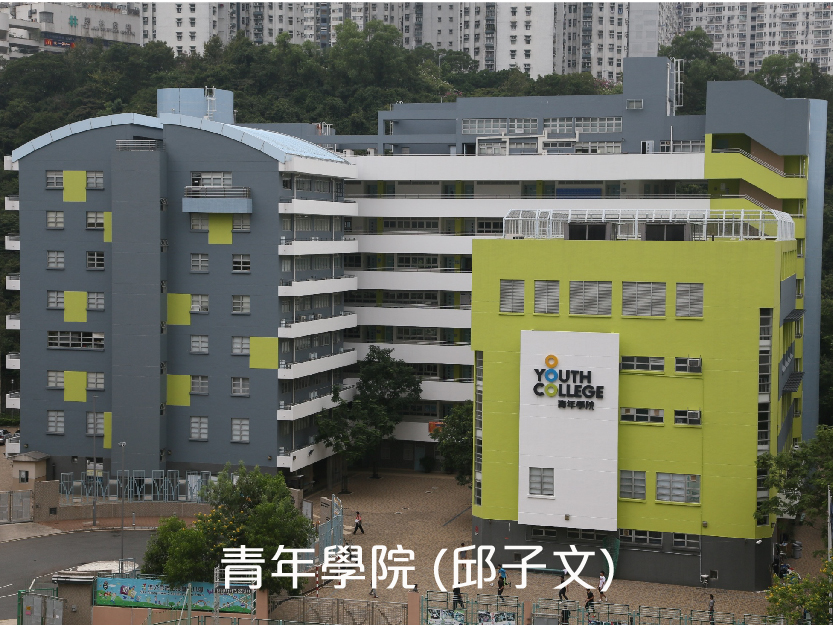
青年學院（邱子文）

| 成立年份 | 院校                                                                                            |
| -------- | ----------------------------------------------------------------------------------------------- |
| 2004年   | 青年學院（蘇屋）－2010年遷往葵芳分校                                                            |
| 2005年   | 青年學院（九龍灣）                                                                              |
| 2006年   | 青年學院（薄扶林）                                                                              |
| 2006年   | 青年學院（葵涌）                                                                                |
| 2007年   | 青年學院（堅尼地城）－2009年遷往將軍澳分校                                                      |
| 2008年   | 青年學院（屯門）                                                                                |
| 2009年   | 青年學院（天水圍）                                                                              |
| 2009年   | 青年學院（將軍澳）－由2025/26學年起停止開辦課程                                                 |
| 2010年   | 青年學院（葵芳）                                                                                |
| 2012年   | 青年學院（邱子文）                                                                              |
| 2024年   | 青年學院 (國際課程）由設計科（香港知專設計學院）、工程科及運動科(香港專業教育學院青衣分校）協辦 |

- 青年學院（蘇屋）
- 青年學院（九龍灣）
- 青年學院（薄扶林）
- 青年學院（葵涌）
- 青年學院（堅尼地城）

- 青年學院（屯門）
- 青年學院（天水圍）
- 青年學院（將軍澳）
- 青年學院（葵芳）
- 青年學院（邱子文）

## 行政管理
| 2004年6月－2006年7月      | 江鑑銓先生 |              |            |            |
| 2006年7月－2010年3月      | 彭展東先生 |              |            |            |
| 2008年5月－2011年3月      | 區鑑雄先生 |              |            |            |
| 2010年4月－2014年8月      | 馬珍兒女士 |              |            |            |
| 2011年3月－2014年8月      | 何燕鈴女士 |              |            |            |
| 2011年9月－2016年8月      | 楊富耀先生 |              |            |            |
| 2014年9月 - 2025年已離任  | 冼廣基先生 |              |            |            |
| 2014年10月 - 2025年已離任 | 繆劍輝先生 |              |            |            |
| 2016年9月- 2017年8月      | 卓振賢博士 |              |            |            |
| 2025年- 現在              | 王澤榮先生 | 鄧偉賢工程師 | 張楚宏博士 | 馬曉英博士 |

## 課程
青年學院提供的全日制課程包括：

### 職專文憑課程
全日制中六以上程度課程
職專文憑課程供完成中六（新高中學制）學生報讀。
全日制中三以上程度課程
職專文憑課程供中三或以上程度學生報讀。
此外，兼讀課程亦為有意進修人士提供終身學習機會。學生可配合個人發展需要，選讀合適的相關學科單元，累積足夠學分以獲取不同程度的學歷，按個人學習進度拾級而上。

## 學制
不同年級進入青年學院修讀職專文憑課程年期有所不同，由1至3年不等視乎進入時期學業成績而定。例如中六畢業同學可能只需一年便能完成職專文憑課程。
同學亦可完成相關單元，儲足所需學分，取得基本技術證書（BCC）或技術員基礎證書（TFC）資歷，投身相關專業。在一般情況下，取得「基本技術證書」（BCC）需時一至兩年，「技術員基礎證書」（TFC）則為兩年，而「職專文憑」（DVE）課程需時三年完成。

## 學費

### 職專文憑課程（中六程度）
2015／16學年職專文憑課程（中六程度）的學費一般分兩期繳付。詳情可參考職業訓練局網站 （页面存档备份，存于）。
（備註：入讀職專文憑課程的學生如於香港中學文憑考試英國語文取得第1級以下成績，或不曾應考此科，須修讀英語增潤課程，並須另繳費用。）

### 職專文憑課程（中三程度）
中三一般可獲三年學費豁免；中四一般可獲兩年學費豁免。

## 經濟援助
學生如有經濟需要，可申請以下資助計劃：
免入息審查貸款計劃
由在職家庭及學生資助事務處就合符資格學生提供不同程度的貸款計劃。
職業訓練局學費減免計劃
職業訓練局亦為有經濟困難的學生，提供學費減免。

## 報名
青年學院全年招生，報名可親身到各院校，或透過網上報讀 （页面存档备份，存于），唯每學年均有不同截止報名時間，可透過青年學院網頁 （页面存档备份，存于）了解。

## 銜接／升學／就業
完成職專文憑學生可選擇繼續升讀香港專業教育學院高級文憑課程，而完成高級文憑課程學生憑成績可選擇報讀本地資助大學或海外大學課程。
部份完成職專文憑學生或會選擇就業或邊就業邊進修。

## Earn & Learn 職學計劃
Earn & Learn 職學計劃對象是中三至中六離校生或合資格的成年學員，受惠名額2,000人。培訓模式可按行業需要設計。「職」學創前路先導計劃的培訓，主要分為兩個部分：學員會修讀基礎課程，亦會於受僱機構接受在職培訓，並獲僱主保送修讀兼讀制課程。在整個培訓期間，學員將獲得僱主為鼓勵學員職場實學而設立的「職學金」，合共港幣30,800元；而於受僱期內，則可獲特定薪酬及額外平均每月港幣2,000元的政府津貼。學員在完成培訓後繼續受僱，可享有不少於港幣10,500元的月薪。畢業學員日後可銜接更高學歷課程，在進修及事業上拾級而上，向專業路邁進。
2015－16學年參與此計劃的課程包括:
- 機電業及建造業－中專教育文憑
- 汽車業－中專教育文憑
- 機電業（建造）－中專教育文憑
- 印刷業－中專教育文憑
- 鐘錶業－中專教育文憑

詳情可參考職業訓練局 - 「Earn & Learn」職學計劃 （页面存档备份，存于）網頁

## 分流（學科）
| 以下列載於 2020 年 9 月開辦的課程資料。 - 商業 - 專業美容 - 健體及運動 - 商務活動營運 - 酒店學 - 機械工程 - 屋宇裝備工程 - 汽車科技 - 氣體燃料工程 - 電機工程 - 鐘錶 - 電子及電腦工程 - 建築科技 - 電機工程 - 汽車科技 - 機械工程 - 鐘錶 - 印刷媒體 - 印刷媒體 - 飛機維修 - 飛機維修 - 髮型設計 - 印刷媒體 - 時裝衣料設計及營銷採購 - 珠寶設計與科技 - 資訊科技 - 室內與展覽設計 |

### 「工程」範疇

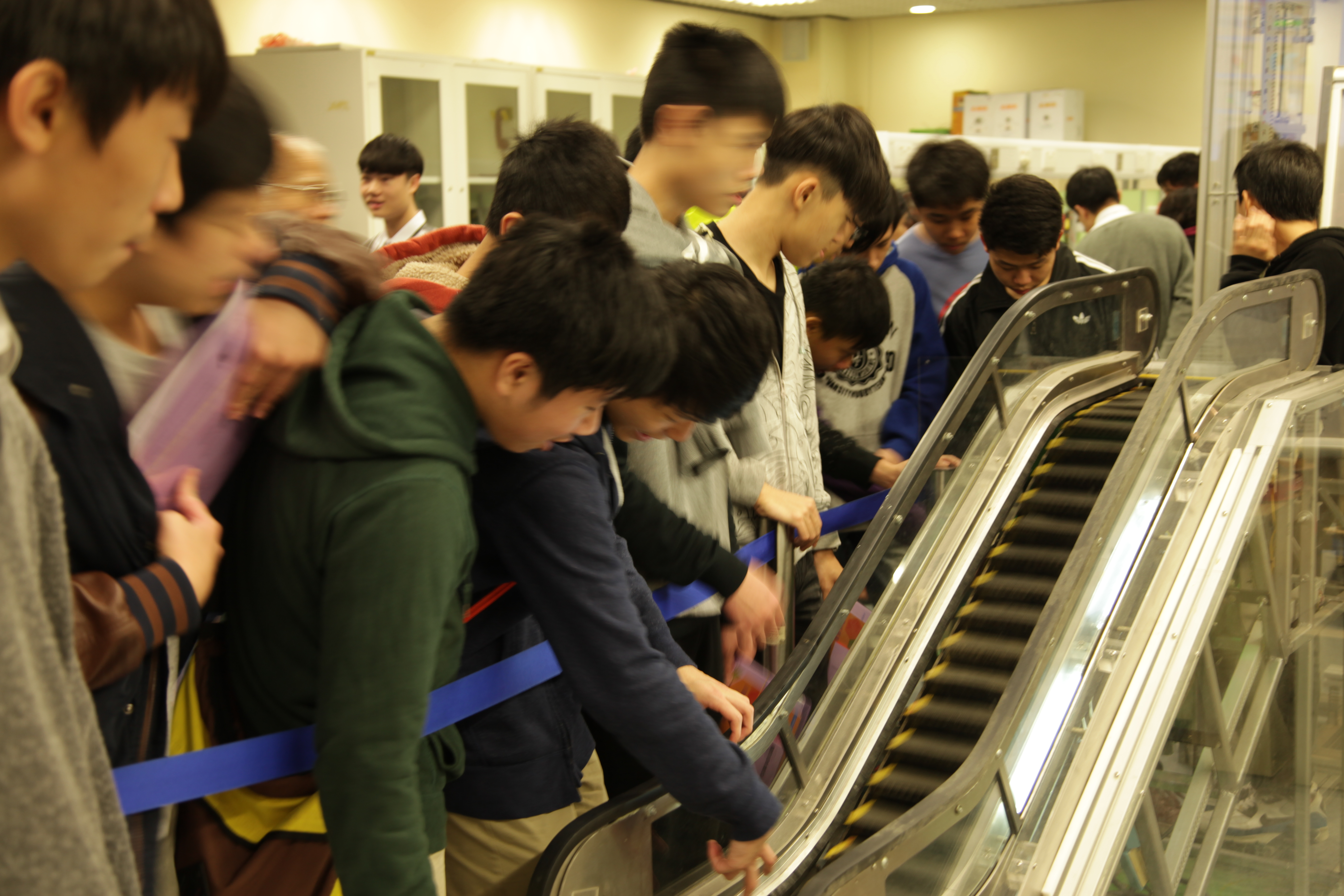
電機工程
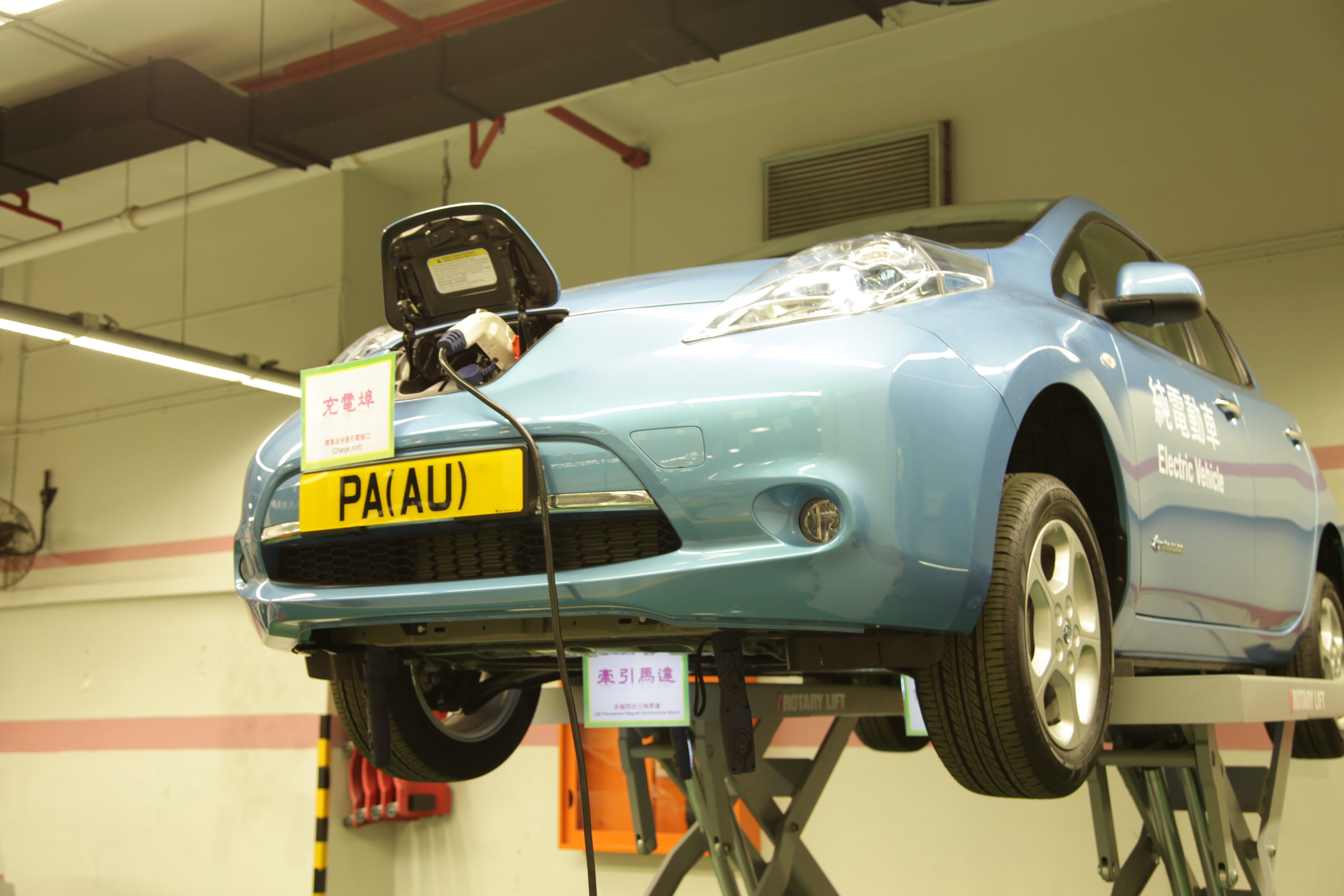
汽車科技
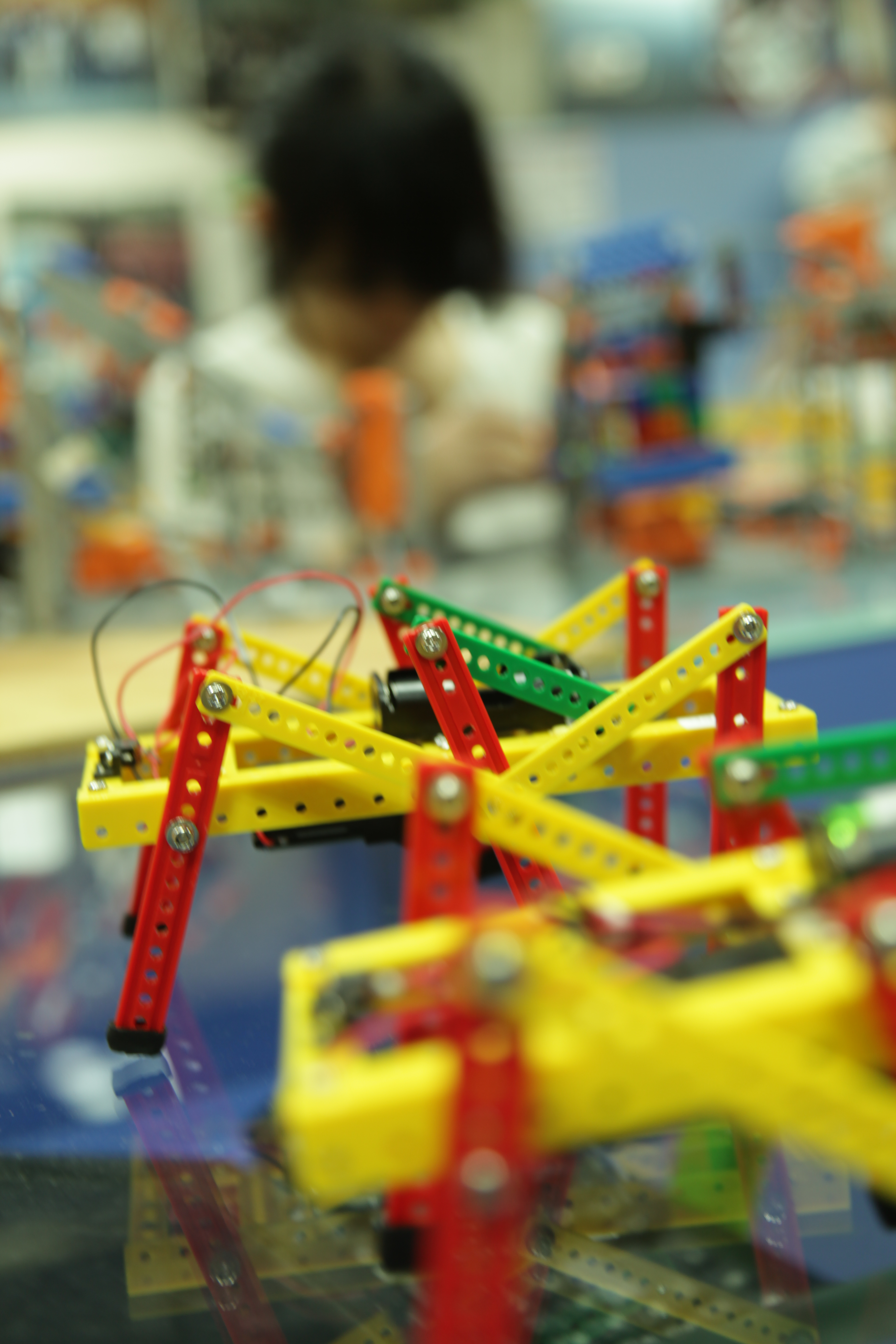
機械工程
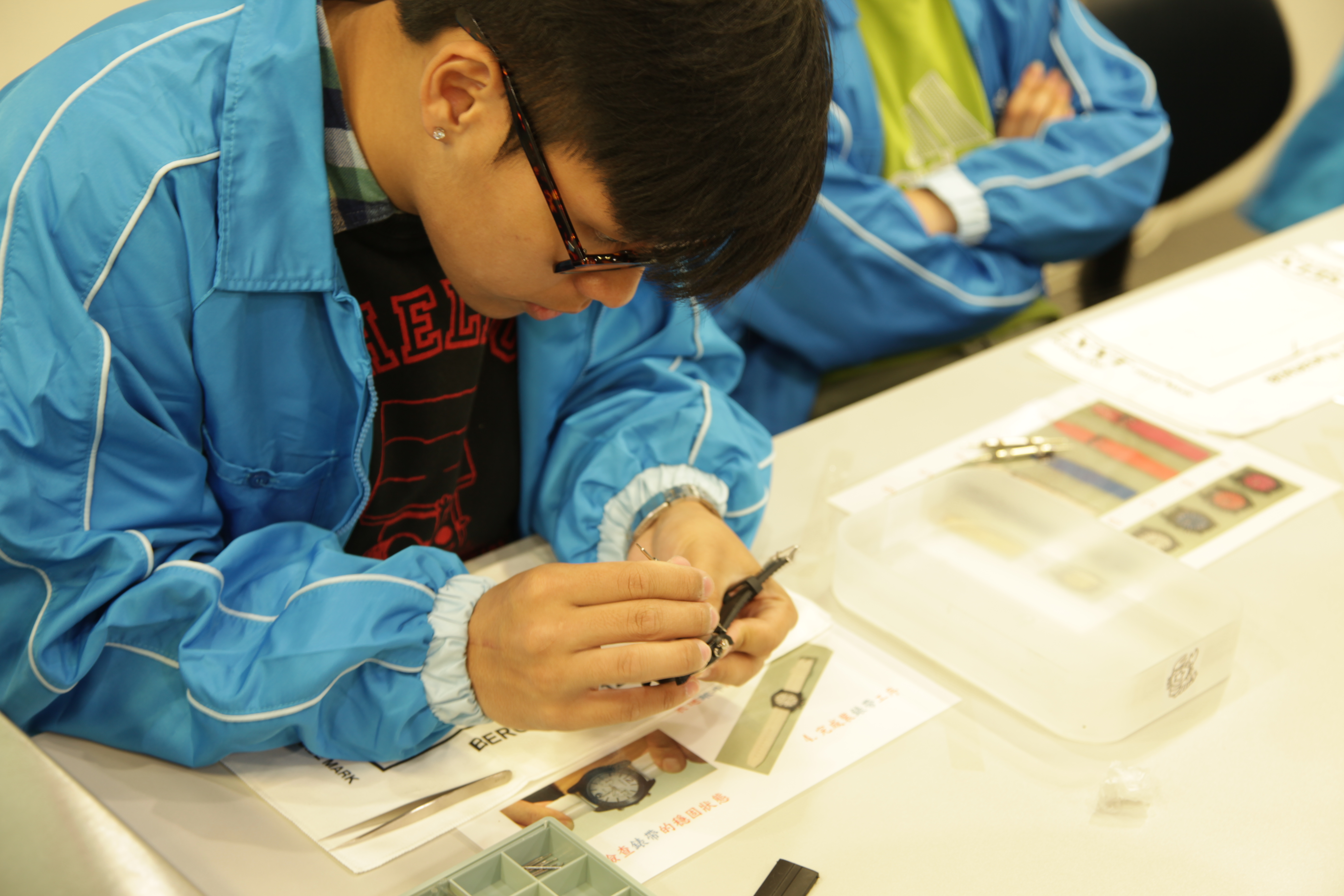
鐘錶

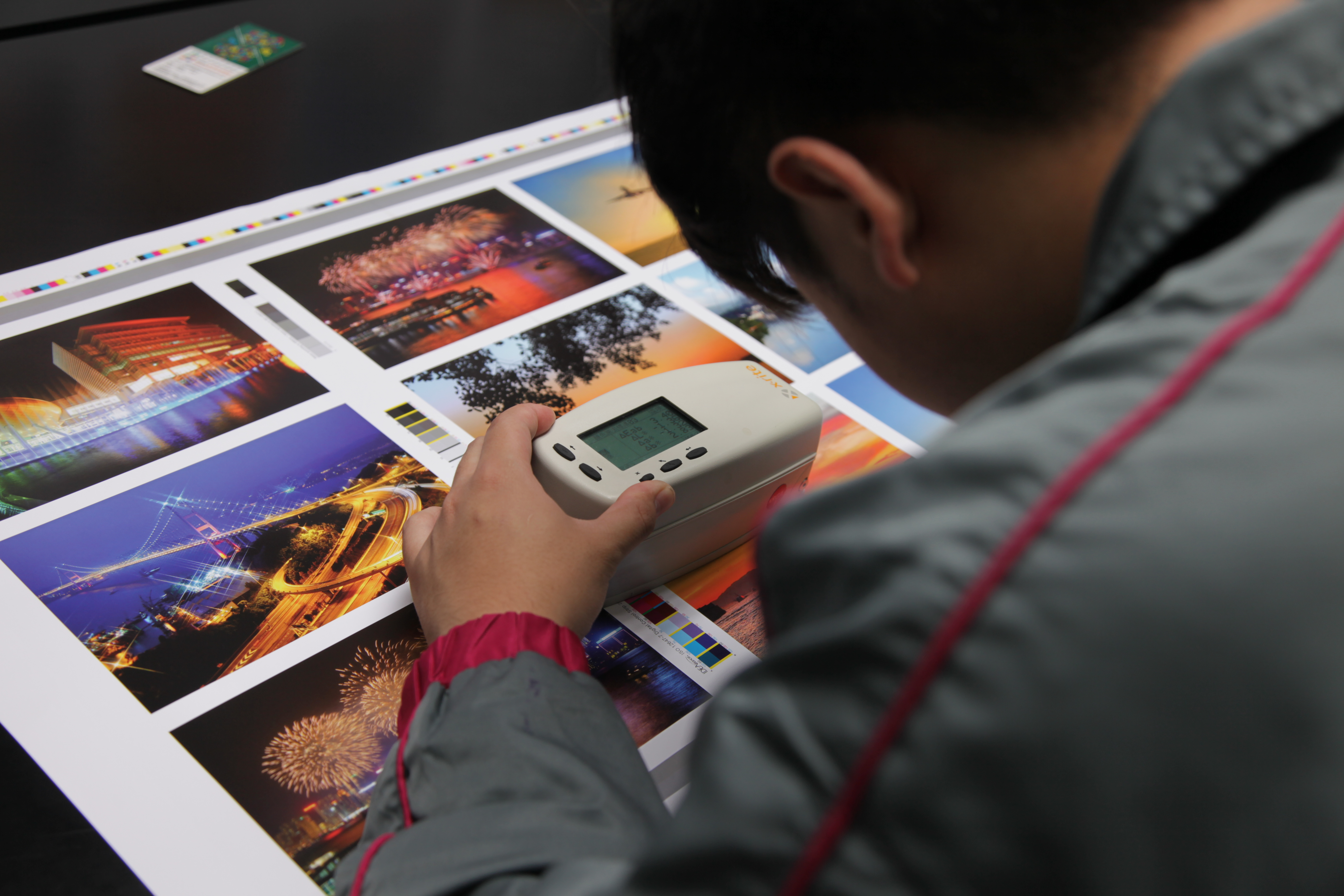
印刷媒體
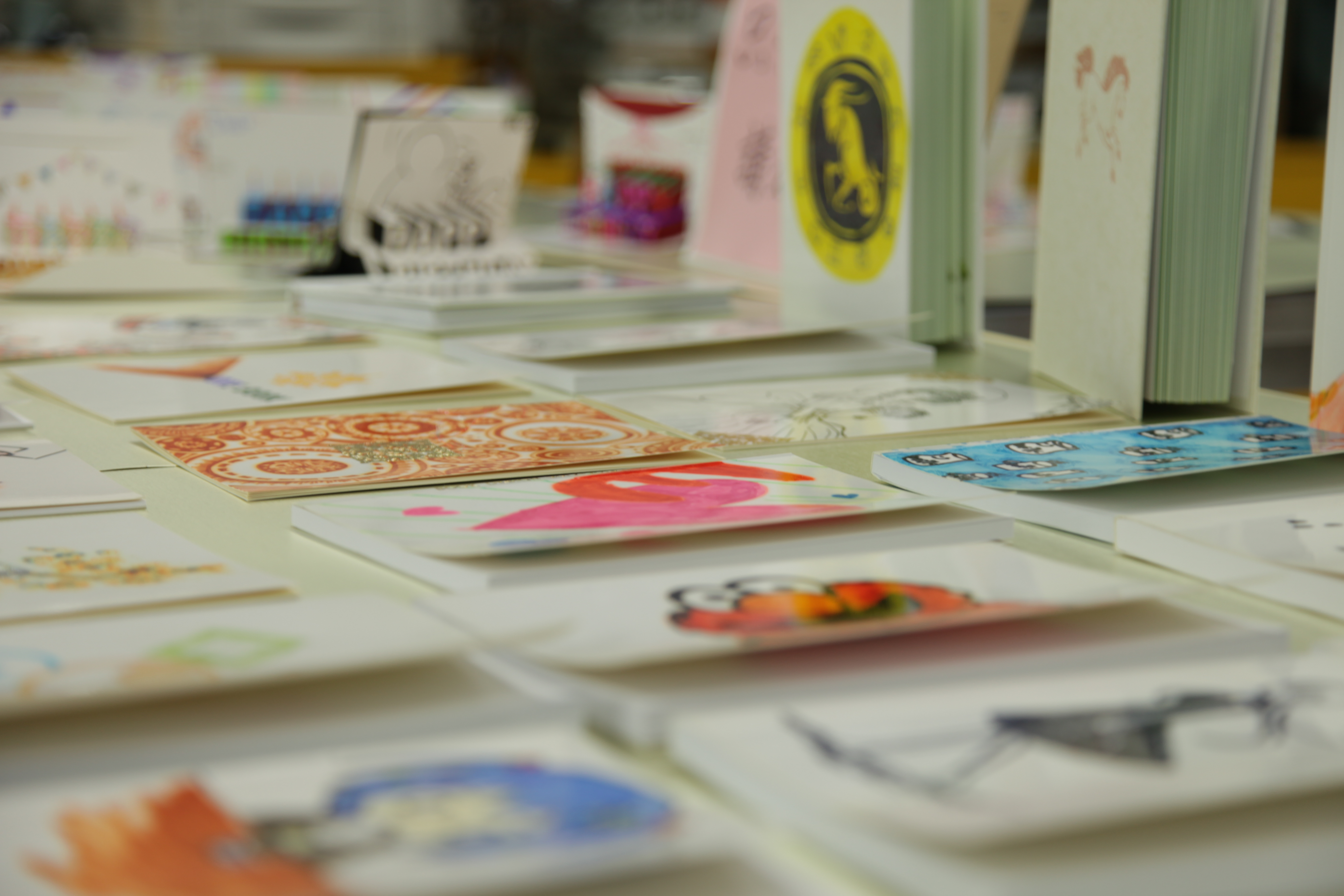
印刷媒體
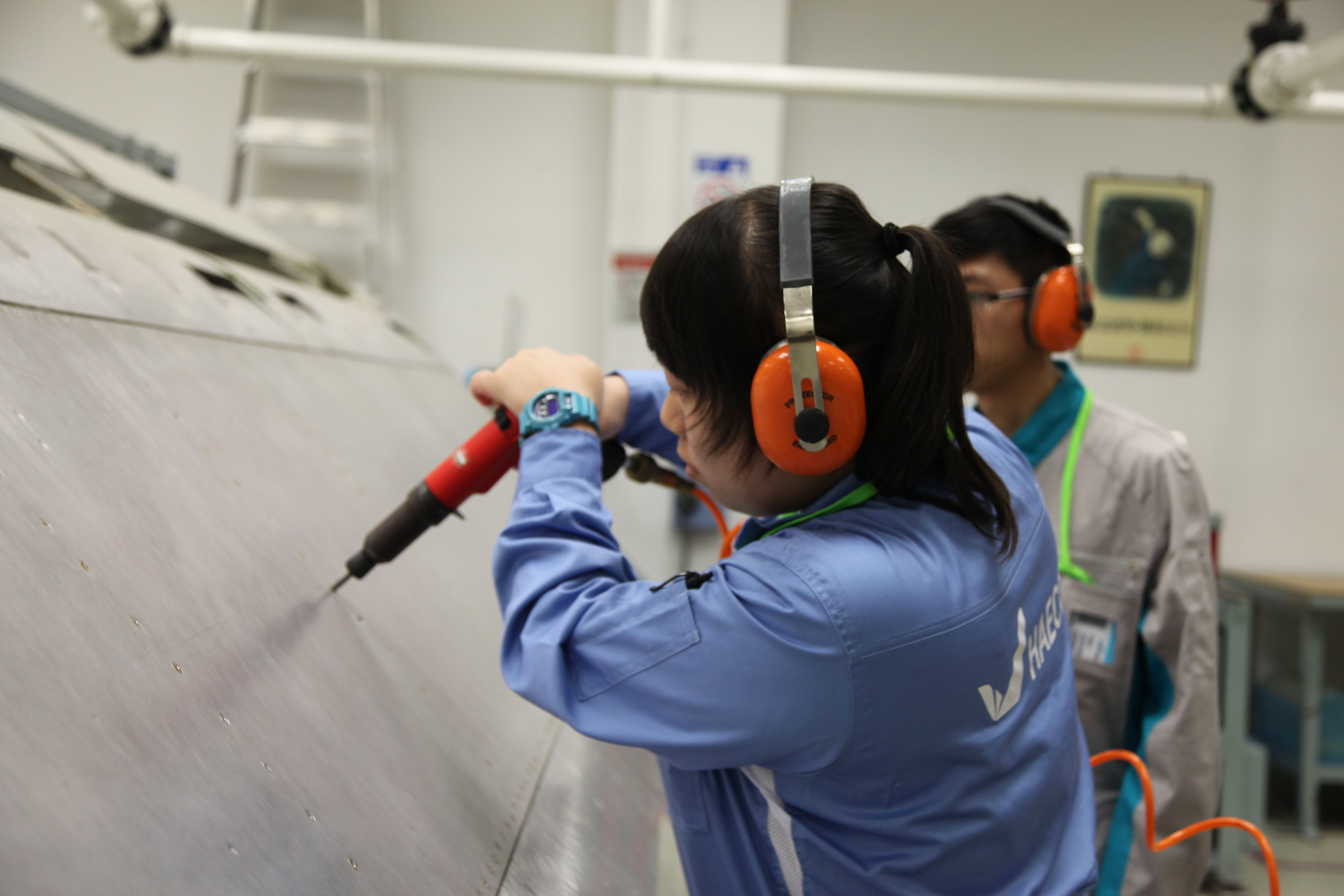
飛機維修
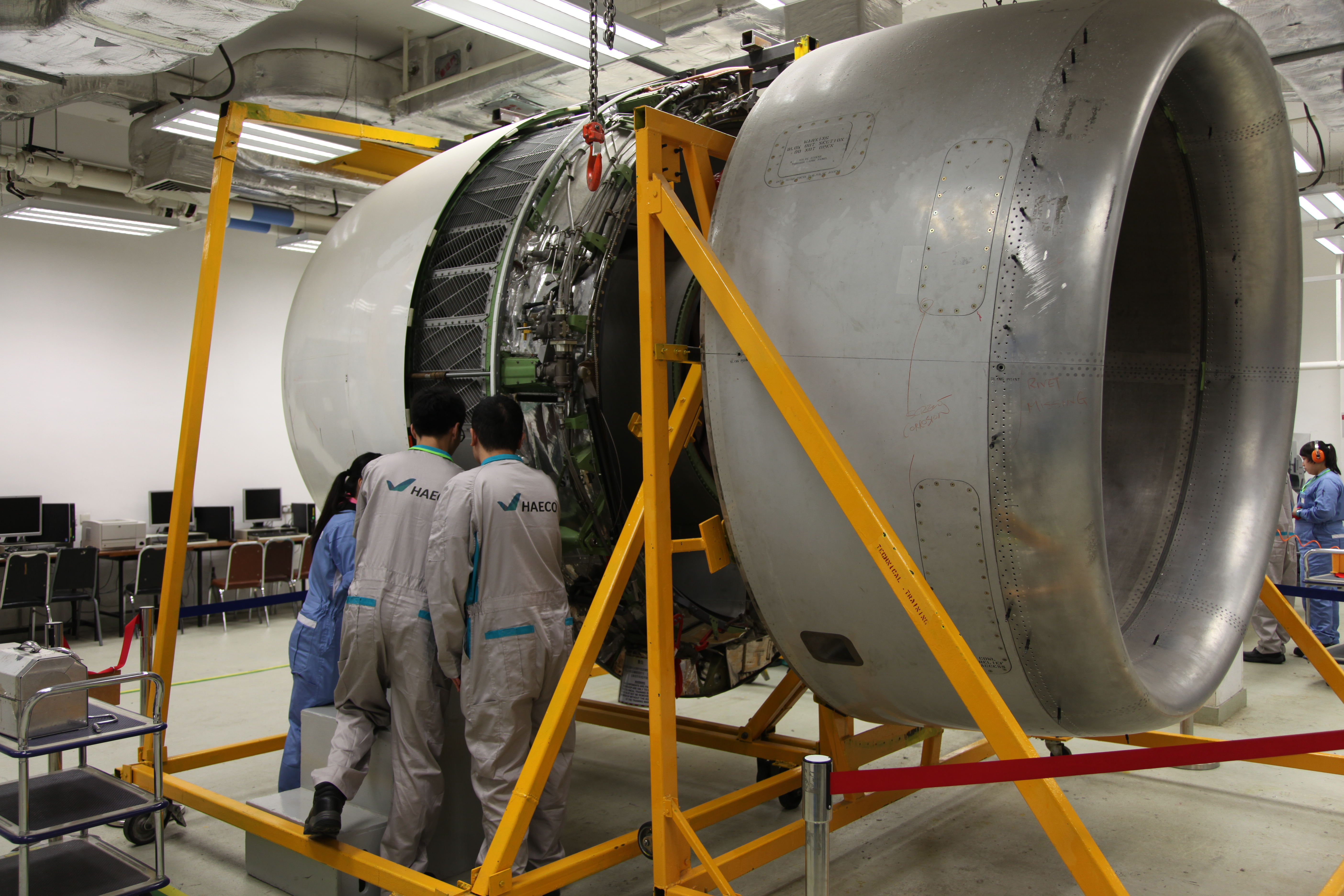
飛機維修

## 分校
青年學院設有七間分校，地點如下：
- 九龍灣（院長：張楚宏博士）
  - 位於：九龍灣訓練中心綜合大樓

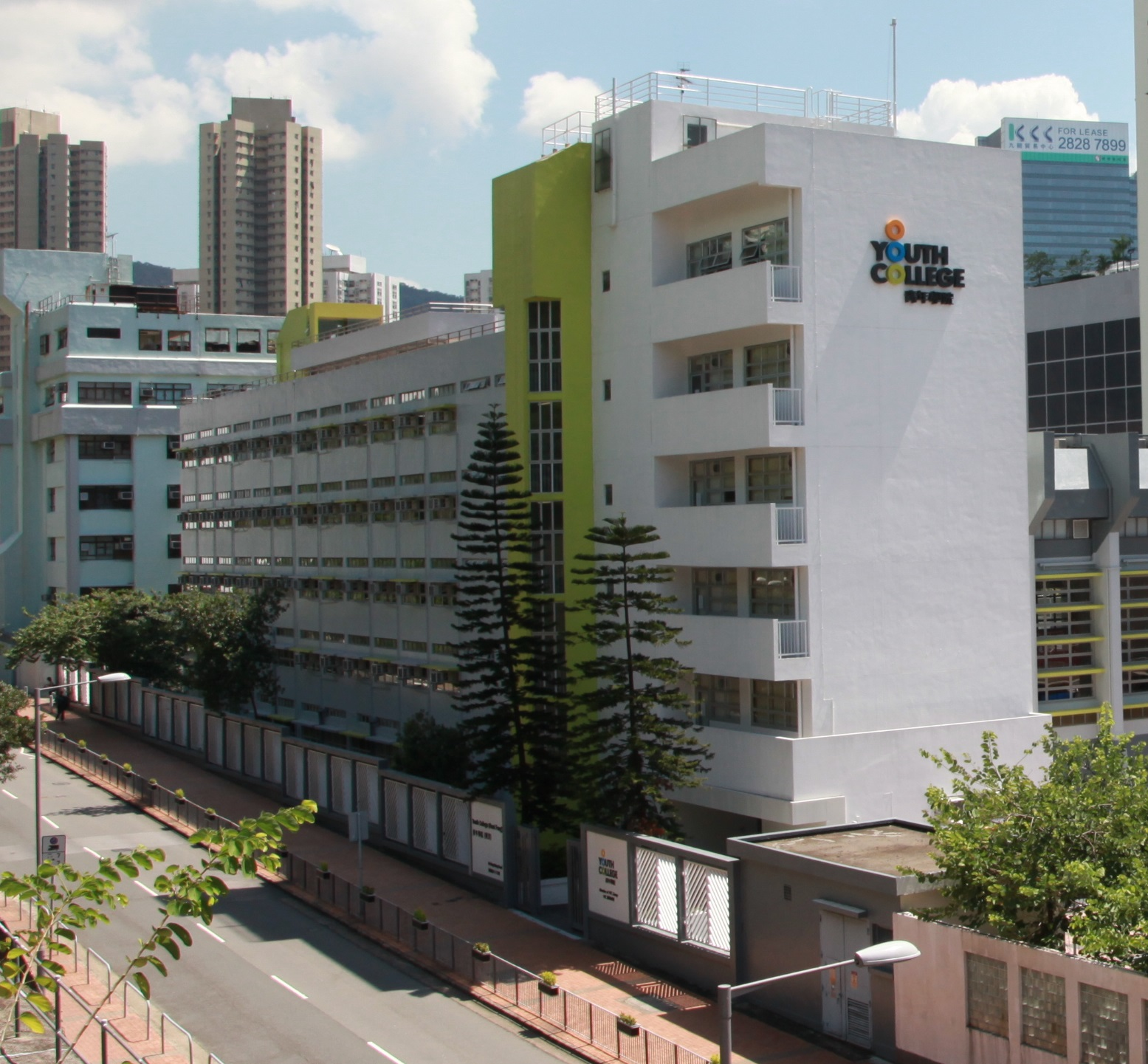
青年學院葵芳分校

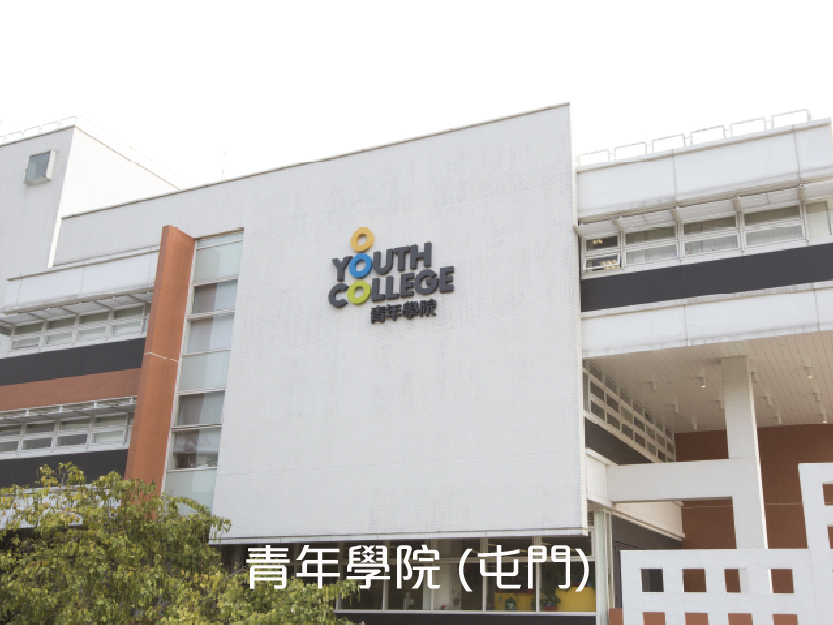
青年學院屯門分校

  - 開辦課程：酒店學、機械工程、鐘錶、電子及電腦工程、建築科技、人工智能及機械人學、印刷媒體、珠寶設計與科技

- 葵涌（院長：鄧偉賢工程師）
  - 位於：葵涌訓練中心綜合大樓
  - 開辦課程：機械工程﹑電機工程﹑屋宇裝備工程﹑氣體燃料工程﹑時装﹑汽車科技

- 薄扶林（院長：鄧偉賢工程師）
  - 位於：薄扶林訓練中心綜合大樓
  - 開辦課程：電機工程﹑屋宇裝備工程

- 葵芳（院長：張楚宏博士）
  - 位於：舊校舍位於長沙灣蘇屋邨百合樓前中華基督教會燕京書院校舍，2010年遷往下葵涌官立中學舊址
  - 開辦課程：商業﹑專業美容﹑髮型設計﹑資訊科技

- 屯門（院長：馬曉英博士）
  - 位於：原屯門IVE基礎課程部，與屯門IVE共用校舍
  - 開辦課程：髮型設計﹑專業美容﹑資訊科技﹑健體及運動、室內及展覽設計

- 邱子文（院長：王澤榮先生）
  - 位於：邱子文高中學校舊址
  - 開辦課程：髮型設計﹑商業﹑專業美容﹑健體及運動、室內及展覽設計

- 天水圍（院長：馬曉英博士）
  - 位於：嗇色園主辦可銘學校舊址
  - 開辦課程：商業﹑專業美容﹑髮型設計﹑資訊科技

## 獎／助學金
青年學院每年均設不同類型的獎或助學金，支持學生於不同範疇奮進向上，2014－15學年獲獎人次超過二百人，獎/助學金超過50萬，部份獎助學金名單如下:
- 精英運動員慈善基金獎學金
- 健體及運動課程獎學金
- 葉惠敏慈善基金奬學金
- 標榜獎學金
- 余聶鳳春獎學金
- 飛躍獎學金
- 全人發展教育獎學金
- 彭展東先生紀念獎學金
- 馬珍兒女士獎學金
- 傲翔獎勵計劃

## 傑出校友
- 曹星如：香港職業西洋拳拳擊手
- 尹漢彥：香港視障保齡球運動員
- 李嘉維：香港空手道運動員
- 劉嘉浩：中專教育文憑（髮型設計）2012年畢業生－第四屆美髲精英大賽、新銳之星組冠軍
- 黃諾賢：2014年世界青年跳繩錦標賽（團體賽）：四人交互繩接力速度賽第一名；三人交互繩花式第一名；二人單人繩花式第二名；四人交互繩花式第二名；團體總成續第一名
- 劉可瑩：中專教育文憑（專業美容）2013年畢業－香港青年技能大賽2014 - 美容護理組優勝奬；第八屆穗港澳蓉青年技能大賽－美容護理組銀牌
- 安希婷：香港紋身師、模特兒及演員
- 葉曉影：職專國際課程（運動） - 無綫電視特約演員、電影／獨立電影特約演員、歌唱表演者
- 姜濤：ViuTV真人秀節目《Good Night Show 全民造星》冠軍、MIRROR成員之一。

## 外部連結
- 青年學院網站 （页面存档备份，存于）
- 青年學院YouTube （页面存档备份，存于）
- 青年學院職業發展計劃網站 （页面存档备份，存于）